# 青岛特别市政府
青岛特别市政府是南京国民政府成立后青岛市的最高行政机关，于1929年7月2日成立，其依据为当年4月20日颁布的《青岛特别市暂行条例》及此前1928年7月颁布的《特別市組織法》。1930年5月，中华民国国民政府颁布《市組織法》，青岛特别市改组为青岛市，青岛市特别政府随之改为青岛市政府。

## 市长
- 吳思豫（1929年7月 - 11月，代理）
- 馬福祥（1929年11月 - 1930年3月）
- 葛敬恩（1930年3月 - 9月）